# Кольжат
Кольжат (каз. Қолжат) — село в Уйгурском районе Алматинской области Казахстана. Административный центр и единственный населённый пункт Кольжатского сельского округа. Находится вблизи границы с Китаем, примерно в 96 км к востоку от села Чунджа, административного центра района, на высоте 1276 метров над уровнем моря. Код КАТО — 196649100.

## Население
В 1999 году население села составляло 2524 человека (1259 мужчин и 1265 женщин). По данным переписи 2009 года, в селе проживало 2280 человек (1152 мужчины и 1128 женщин).